# داستين كون
داستين كون هو لاعب هوكي الجليد كندي، ولد في 2 فبراير 1987 في إدمونتون في كندا.

## وصلات خارجية
- داستين كون على موقع دوري الهوكي الوطني (الإنجليزية)
- داستين كون على موقع EliteProspects.com (الإنجليزية)
- داستين كون على موقع HockeyDB.com (الإنجليزية)
- داستين كون على موقع Hockey-Reference.com (الإنجليزية)